# Pandora Papers
Pandora Papers (română Documentele Pandorei) sunt 11,9 milioane de documente (2,9 TB) publicate de Consorțiul Internațional de Investigații Jurnalistice (CIIJ) începând cu 3 octombrie 2021. Scurgerea de informații expune conturi secrete offshore a 35 de lideri mondiali, inclusiv foști sau actuali președinți, prim-miniștrii, și șefi de stat precum și peste 100 de miliardari, celebrități, și lideri de corporații. Organizațiile de știri ale CIIJ au descris scurgerea documentelor ca fiind cea mai extinsă dezvăluire a secretului financiar de până acum, conținând documente, imagini, e-mailuri și foi de calcul de la 14 companii de servicii financiare, din țări precum Panama, Elveția și Emiratele Arabe Unite, depășind scurgerea anterioară Panama Papers din 2016, care avea 11,5 milioane de documente confidențiale (2,6 teraocteți). La momentul eliberării documentelor, CIIJ a declarat că nu își dezvăluie sursa documentelor.
Estimările CIIJ privind banii deținuți în offshore (în afara țării unde s-au făcut banii) variază de la 5,6 bilioane de dolari până la 32 de bilioane de dolari.

## Dezvăluiri
În total, 35 de actuali și foști lideri de stat apar în aceste documente, alături de 400 de oficiali publici din 100 de țări și peste 100 de miliardari. Conform legilor fiscale, unele dintre activități erau legale, dar nu puteau fi justificate. Unele fișiere arătau data anului 1970, dar au fost create de fapt între anii 1996 și 2020. Datele au inclus 130 de miliardari enumerați de Forbes, peste 330 de politicieni, vedete, membri ai familiilor regale și chiar câțiva lideri religioși. Alături de aceste nume se află fostul premier al Marii Britanii Tony Blair, președintele Chile Sebastián Piñera, președintele kenyan Uhuru Kenyatta⁠(d), președintele muntengrean Milo Đukanović⁠(d), președintele ucrainean Volodîmîr Zelenski, emirul Qatarului Tamim bin Hamad Al Thani, premierul Emiratelor Arabe Unite și liderul Dubaiului Mohammed bin Rashid Al Maktoum, președintele gabonez Ali Bongo Ondimba⁠(d), premierul libanez Najib Mikati⁠(d), președintele ecuadorian Guillermo Lasso, membrii familiei fostului președinte argentinian Mauricio Macri și propagandistul săi, ecuadorianul Jaime Durán Barba⁠(d), și președintele cipriot Nicos Anastasiades. Mai mult de 100 de miliadari, 29.000 de conturi offshore, 30 de actuali și foști lideri, și 336 de politicieni au fost numiți în primele dezvăluiri de pe 3 octombrie 2021.
Regele Abdullah II al Iordaniei este unul din principalele nume dezvăluite în Pandora Papers, cu documente care arată ca a investit mai mult de 100 de milioane de dolari în proprietăți din Regatul Unit și SUA; între acestea, se numără case în Malibu, California, Washington, D.C., Londra și Ascot în Regatul Unit. S-a arătat că o companie britanică controlată de Cherie Blair a achiziționat o proprietate de 6,45 milioane de lire sterline în Londra prin achiziționarea Romanstone International Limited, o companie din Insulele Virgine Britanice; dacă ar fi dobândit proprietatea direct, ar fi trebuit să achite 312.000 de lire sterline taxe de timbru. Numele lui Tony Blair apare într-o declarație comună de venituri pentru ipoteca asociată.
Documentele dezvăluie, de asemenea, modul în care o clădire de birouri deținută de familia Aliyev, a președintelui Azerbaidjanului, a fost vândută către Domeniilor Coroanei, instituția ce administrează proprietatea publică a suveranului britanic, pentru 66 de milioane de lire sterline în 2018, ceea ce a adus soților Aliyev un profit de 31 de milioane de lire sterline. O altă clădire de birouri în valoare de 33 de milioane de lire sterline a fost vândută familiei în 2009 și a fost dăruită de Ilham Aliyevm președintele Azerbaidjanului, fiului său, Heydar.  Potrivit Las Vegas Sun, „membrii cercului interior al prim-ministrului pakistanez Imran Khan sunt acuzați că au ascuns bogății de milioane de dolari în companii sau trusturi secrete”. Susținătorii fostului președinte ucrainean Petro Poroșenko l-au acuzat pe succesorul său, Zelenski, venit la putere pe valul unei campanii anticorupție, de evaziune fiscală. În altă parte, s-a dezvăluit că apropiați ai președintelui Rusiei, Vladimir Putin, precum Svetlana Krivonoghih și Ghennadi Timcenko, dețin bunuri secrete în Monaco, și că premierul ceh Andrej Babiš, care făcuse campanie promițând că va reprima corupția și evaziunea fiscală, nu a declarat utilizarea unei companii de investiții offshore pentru achiziționarea a opt proprietăți, inclusiv două vile, în Mougins, pe Riviera Franceză, pentru 12 milioane de lire sterline. Ca urmare a dezvăluirilor Pandora Papers, au apărut mai multe informații despre donații făcute în folosul Partidului Conservator britanic, legate de Rusia, probabil legate de chiar de Kremlin. Uhuru Kenyatta a fost menționat și el, în ciuda faptului că a fost citat în 2018 ca afirmând: „averile fiecărui funcționar public trebuie să fie declarate public, astfel încât oamenii să poată pune întrebări și întreba — ce este legitim?” Kenyatta și șase membri ai familiei sale au fost legați de 13 companii offshore. Între documentele dezvăluite se numără și lideri de organizații criminale transnaționale, precum Raffaele Amato, șeful clanului Amato-Pagano, un clan din Camorra, dedicat traficului internațional de droguri. Amato a folosit o firmă-paravan din Marea Britanie pentru a cumpăra terenuri și proprietăți imobiliare în Spania.

Alte nume populare sunt Shakira, care înregistra noi firme offshore în timp ce era trimisă în judecată pentru evaziune fiscală; modelul Claudia Schiffer; jucătorul de cricket din India Sachin Tendulkar⁠(d); miliardarul indian Anil Ambani; sora diamantarului fugar Nirav Modi, Purvi Modi; Alexandre Cazes⁠(d), fondatorul site-ului de pe dark web AlphaBay⁠(d), folosit pentru schimbul de substanțe ilegale; ministrul finanțelor din Pakistan, Shaukat Fayaz Ahmed Tarin, și numeroși membrii ai familiilor unor generali de rang înalt din Pakistan; și CEO-ul Pervîi Kanal, Konstantin Ernst. Miguel Bosé, Pep Guardiola și Julio Iglesias apar și ei în dezvăluiri.
| \| Împărțire \| Împărțire \| Împărțire \| Împărțire \| Împărțire \| \| ------------------ \| ------------------ \| --------- \| --------- \| --------- \| \| Tip de date \| \| \| \| număr \| \| Documente \| Documente \| \| 6,406,119 \| 6,406,119 \| \| Poze \| Poze \| \| 2,937,513 \| 2,937,513 \| \| Email-uri \| Email-uri \| \| 1,205,716 \| 1,205,716 \| \| Foi de calcul \| Foi de calcul \| \| 467,405 \| 467,405 \| \| Prezentări \| Prezentări \| \| 8511 \| 8511 \| \| Înregistrări audio \| Înregistrări audio \| \| 3497 \| 3497 \| \| Videoclipuri \| Videoclipuri \| \| 1421 \| 1421 \| \| Altele \| Altele \| \| 873,494 \| 873,494 \| |                    |  |           |           |
| Împărțire |                    |  |           |           |
| Tip de date |                    |  |           | număr     |
| Documente | Documente          |  | 6,406,119 | 6,406,119 |
| Poze | Poze               |  | 2,937,513 | 2,937,513 |
| Email-uri | Email-uri          |  | 1,205,716 | 1,205,716 |
| Foi de calcul | Foi de calcul      |  | 467,405   | 467,405   |
| Prezentări | Prezentări         |  | 8511      | 8511      |
| Înregistrări audio | Înregistrări audio |  | 3497      | 3497      |
| Videoclipuri | Videoclipuri       |  | 1421      | 1421      |
| Altele | Altele             |  | 873,494   | 873,494   |

### Firma de avocatura Alcogal
Un raport CIIJ s-a concentrat pe firma de avocatură din Panama Alemán, Cordero, Galindo & Lee sau Alcogal, spunând că este „firma de avocatură a elitei latino-americane”, care înființase cel puțin 14.000 de companii fictive și trusturi în paradisuri fiscale. Alcogal a fost astfel menționat mai mult decât orice alt furnizor offshore în documentele scurse.

## Organismele media participante
Pentru dezvăluirea ziarelor, CIIJ a colaborat cu jurnaliști din 91 de instituții de presă în 117 țări, inclusiv organizații de știri precumThe Washington Post, L'Espresso⁠(d), Le Monde, El País, Süddeutsche Zeitung, PBS program Frontline⁠(d), the Australian Broadcasting Corporation⁠(d), The Guardian, and the BBC’s Panorama.
Următoarele organizații media au lucrat la anchetă:
- Balkan Investigative Reporting Network⁠(d)
- Twala
- La Nación
- elDiarioAR
- Infobae⁠(d)
- Hetq⁠(d)
- Australian Broadcasting Corporation⁠(d)
- Australian Financial Review⁠(d)
- Austrian Broadcasting Corporation
- Profil⁠(d)
- Belsat
- De Tijd⁠(d)
- Knack⁠(d)
- Le Soir⁠(d)
- Organized Crime and Corruption Reporting Project⁠(d)
- Ink Center for Investigative Journalism
- Agência Pública⁠(d)
- Metrópoles
- Poder 360
- Revista Piauí⁠(d)
- Bureau for Investigative Reporting and Data
- L’Economiste Du Faso
- VOD
- The Museba Project
- CBC/Radio-Canada⁠(d)
- Toronto Star⁠(d)
- Ciper Chile⁠(d)
- Fundación Periodística LaBot
- CONNECTAS
- El Espectador⁠(d)
- National Magazine Comores
- Centro Latinoamericano de Investigación Periodística
- Costa Rica Noticias, Canal 13
- Eburnie Today
- L’Elephant Dechaine
- Proyecto Inventario
- Czech Center for Investigative Journalism
- Berlingske⁠(d)
- Danish Broadcasting Corporation
- Politiken⁠(d)
- Noticias SIN
- Diario El Universo⁠(d)
- Mada Masr⁠(d)
- El Faro⁠(d)
- Diario Rombe
- Eesti Päevaleht⁠(d)
- Yle – Finnish Broadcasting Company
- Le Monde
- Premières Lignes
- Radio France
- iFact
- Deutsche Welle
- Norddeutscher Rundfunk⁠(d)
- Süddeutsche Zeitung
- Westdeutscher Rundfunk
- Ghana Business News
- Zami Reports
- Plaza Pública
- Contracorriente
- Stand News⁠(d)
- Direkt36
- Reykjavík Media
- Stundin⁠(d)
- The Indian Express⁠(d)
- Tempo⁠(d)
- Shomrim
- L'Espresso⁠(d)
- The Asahi Shimbun⁠(d)
- Kyodo News⁠(d)
- Arab Reporters for Investigative Journalism
- Africa Uncensored
- The Elephant
- Re:Baltica⁠(d)
- Daraj Media⁠(d)
- Daily Observer Newspaper⁠(d)
- FrontPage Africa⁠(d)
- Africa Report
- Siena.lt
- Reporter.lu
- Nation Publications LTD
- Platform for Investigative Journalism
- Malaysiakini⁠(d)
- Malian Network of Investigative Journalists
- Times of Malta⁠(d)
- L’Express
- Proceso⁠(d)
- Quinto Elemento Lab
- MANS
- Le Desk⁠(d)
- The Namibian
- Centre for Investigative Journalism, Nepal
- Kantipur Daily⁠(d)
- Het Financieele Dagblad⁠(d)
- Platform Investico
- Trouw⁠(d)
- New Zealand Media and Entertainment⁠(d)
- TVNZ⁠(d)
- Confidencial
- L’Evenement
- Premium Times⁠(d)
- Aftenposten⁠(d)
- E24⁠(d)
- The News⁠(d)
- Grupo ABC Color⁠(d)
- Convoca
- IDL-Reporteros⁠(d)
- Philippine Center for Investigative Journalism⁠(d)
- Rappler
- Gazeta Wyborcza⁠(d)
- Expresso⁠(d)
- Centro De Periodismo Investigativo
- RISE
- ru⁠(Important Stories)[Stories&page=%D0%92%D0%B0%D0%B6%D0%BD%D1%8B%D0%B5+%D0%B8%D1%81%D1%82%D0%BE%D1%80%D0%B8%D0%B8&targettitle=ru traduceți]
- Impact.sn
- KRIK
- OŠTRO
- amaBhungane Centre for Investigative Journalism⁠(d)
- Carte Blanche⁠(d) (M-Net)
- Newstapa⁠(d)
- El País
- LaSexta
- Spotify
- SVT
- TAMEDIA
- Jamii Media
- Isra News Agency
- De Cive (Le Citoyen) et La Lettre Agricole
- Flambeau des Democrates
- L’Union pour la Patrie
- Quoditien Liberte
- Inkyfada
- NMG Uganda
- uk⁠(Slidstvo.Info)[traduceți]
- BBC
- Finance Uncovered
- Private Eye⁠(d)
- The Guardian
- El Nuevo Herald⁠(d)
- Frontline⁠(d) (PBS)
- McClatchy⁠(d)
- Miami Herald⁠(d)
- The Washington Post
- Univision⁠(d)
- Semanario Búsqueda
- Armando.Info⁠(d)
- Makanday Center for Investigative Journalism

## Reacții

### Africa
- Coasta de Fildeș: Premierul Patrick Achi a condamnat „utilizarea rău intenționată” a informațiilor.[46]

- Kenya: Președintele Uhuru Kenyatta⁠(d) a spus că Pandora Papers ar fi bune pentru transparență și a spus că va răspunde pe deplin când se va întoarce dintr-o călătorie în străinătate. El ceruse anterior ca toți funcționarii publici să dea socoteală pentru averea lor.[47]

### Asia
- Sri Lanka: Președintele Gotabaya Rajapaksa⁠(d) a ordonat Comisiei de mită să-i ancheteze pe cetățenii sri-lankezi menționați în Pandora Papers, care au dezvăluit frauda financiară la nivel global.[48]

- Iordania: Guvernul Iordaniei a spus că afirmațiile făcute despre regele Abdullah al II-lea în documentele publicate sunt „denaturate”, în timp ce regele însuși a denunțat ceea ce a susținut că este o „campanie împotriva Iordaniei”.[49]
- India: Ministerul indian de Finanțe a promis o anchetă asupra dezvăluirilor din scurgere și că vor fi luate măsuri legale corespunzătoare, dacă este necesar.[50]
- Indonezia: Ministrul Coordonator pentru Economie Airlangga Hartarto⁠(d) și Ministrul Coordonator pentru Afaceri Maritime și Investiții Luhut Binsar Pandjaitan⁠(d) sunt numiți în documentele publicate. Airlangga a negat orice cunoaștere a tranzacțiilor efectuate de corporația pe care le deținea în Insulele Virgine Britanice. Luhut a negat parteneriatul cu o companie petrolieră de stat indoneziană, apoi a schimbat numele companiei.[51]
- Liban: Prim-ministrul libanez Najib Mikati⁠(d) și fostul prim-ministru Hassan Diab⁠(d) au negat orice faptă.[52][53]
- Pakistan: Prim-ministrul Imran Khan a spus că toți cetățenii menționați în Pandora Papers vor fi anchetați și vor fi luate măsurile adecvate în cazul în care se găsesc ilegalități.[54][55] Ahsan Iqbal⁠(d), secretar general al Pakistan Muslim League (N)⁠(d), a cerut demisia prim-ministrului Khan.[52]
- Malaezia: Liderul opoziției Anwar Ibrahim⁠(d) a cerut ca conținutul din Pandora Papers să fie discutat în Parlament după ce s-a dezvăluit că mai mulți oficiali, inclusiv actualul ministru de finanțe Tengku Zafrul Aziz⁠(d), precum și fostul ministru de finanțe Daim Zainuddin⁠(d) apar în documente.[56]

### Europa
- Regatul Unit: Soții Blair au negat orice ilegalitate, purtătorul de cuvânt al cuplului afirmând că „Soții Blair plătesc impozit integral pe toate câștigurile lor. Și nu au folosit niciodată scheme offshore nici pentru a ascunde tranzacții, nici pentru a evita impozitele.”[57]

- Uniunea Europeană: Comisarul UE pentru taxe Paolo Gentiloni a declarat Parlamentului European că Comisia Europeană va prezenta noi propuneri legislative pentru a combate evaziunea fiscală și neplata impozitelor până la sfârșitul anului.[58]
- Republica Cehă: Poliția Națională Cehă⁠(d) a promis o anchetă asupra acțiunilor cetățenilor cehi menționați în Pandora Papers, inclusiv ale prim-ministrului Andrej Babiš.[59] Babiš a negat orice ilegalitate, și a susținut că momentul și/sau conținutul dezvăluirilor a avut ca scop influențarea alegerilor legislative⁠(d) ce urmau să aibă loc.[60]
- Irlanda: Tánaiste⁠(d) Leo Varadkar a declarat că guvernul și legislativul irlandez vor interveni imediat pentru a înlătura orice lacune în legislația fiscală sau societăților comerciale care permite persoanelor fizice și întreprinderilor să folosească țara ca locație pentru offshore-uri.[61]
- Rusia: Purtătorul de cuvânt al președintelui Putin, Dmitri Peskov, a respins acuzațiile împotriva lui Putin, care nu este numit direct în Pandora Papers, drept „afirmații nefondate”, după ce mai multe persoane legate de Putin au fost menționate în scurgere.[62] Purtătoarea de cuvânt a Ministerului de Externe al Rusiei, Maria Zaharova⁠(d), a declarat că Statele Unite sunt „cel mai mare” paradis fiscal și „miliardele de dolari din Dakota de Sud aparțin celor acuzați de infracțiuni financiare”.[52]
- Ucraina: Biroul președintelui Volodîmîr Zelenski a negat orice ilegalitate după ce a fost numit în scurgerea de informații.[27] Fostul jurnalist și asociatul lui Volodîmîr Zelenski, Serhîi Leșcenko⁠(d) a spus că „nu există niciun subiect de scandal” și „în Ucraina, companiile offshore sunt atât de răspândite încât până și proprietarii de tarabe au companii offshore”.[63]

### America de Nord
- Mexic: Președintele Andrés Manuel López Obrador⁠(d) a declarat că va face eforturi pentru o anchetă asupra oricăror cetățeni mexicani numiți în scurgere.[64]

- Statele Unite: Departamentul de Stat al Statelor Unite a anunțat că va revizui documentele publicate în Pandora Papers. Potrivit scurgerii, trusturi din mai multe state din SUA[65] — inclusiv Dakota de Sud,[66][67][68][69] Florida, Delaware, Texas, și Nevada — adăposteau cel puțin 1 miliard de dolari pentru clienții offshore.[70]

### America Centrală și Caraibe
- Republica Dominicană: Președintele Luis Abinader⁠(d) a negat orice faptă după ce a fost numit în scurgerea de informații, adăugând că „a fost complet separat de administrarea și conducerea tuturor companiilor controlate de familie, înregistrate în Republica Dominicană sau în străinătate” de când și-a asumat puterea în august 2020.[71]

- Panama: Procuraduría General de la Nación (PGN), o agenție guvernamentală, a declarat că analizează conținutul scurgerii de informații, căutând baze pentru o anchetă penală a celor menționați în scurgere.[72][73] Colegio Nacional de Abogados (CNA), o asociație comercială locală, a declarat că firmele de avocatură din Panama și-au oferit serviciile în mod legal, scurgerea nu reflectă realitatea, amenință statul de drept, firmele de avocatură și clienții lor din întreaga lume se bucură de confidențialitate care poate fi încălcată numai printr-o hotărâre judecătorească, iar scurgerea reprezintă o amenințare pentru firmele de avocatură din Panama, deoarece le prezintă ca aliați ai criminalilor.[74][75]
  - Alcogal, una dintre cele mai mari surse de documente scurse, a declarat că multe persoane numite în scurgere nu au fost niciodată clienții săi, CIIJ a divulgat informații inexacte și învechite, și prezintă o imagine greșită a firmei lor de avocatură, hotărând dinainte cine este vinovat, iar Alcogal consideră că este o parte a soluției, nu a problemei; deși admite că nu este infailibilă. Guvernul panamez a trimis CIIJ o scrisoare prin firma de avocatură Benesch, Friedlander, Coplan & Aronoff LLP, în care afirmă că orice imagine pe care CIIJ a avut-o despre Panama în 2016 este depășită, iar guvernul panamez este dispus să înceapă un dialog pentru a evita alte daune mari aduse statului Panama, așa cum s-a întâmplat în timpul Panama Papers. Guvernul a susținut că numele „Panama” a devenit legat de companii offshore și de spălare de bani datorită eforturilor CIIJ, în ciuda faptului că nu este principalul paradis fiscal sau destinație pentru structurarea fiscală, contrar celor spuse de Tax Justice Network; că utilizarea „Panama Papers” de către CIIJ a determinat mass-media mondială să asocieze Panama cu paradisurile fiscale și a enumerat măsurile luate de guvern după Panama Papers.[76][77][78] Ei au anunțat, de asemenea, suspendarea a 50% din toate companiile înregistrate în Panama, și-au declarat obiectivul de a reduce acoperirea senzaționalistă și de a contracara orice consecințe negative rezultate din scandaluri în care țara ar putea fi implicată de alții. Către CIIJ s-a transmis să aibă grijă și să evite referirile la Panama fără „justificare informativă”. Guvernul va supraveghea toți subiecții înregistrați în Panama menționați în scurgere pentru a proteja imaginea și reputația țării prin nou-înființata Superintendencia de Sujetos no Financieros, iar DGI v-a începe procedurile de impozitare pentru toate persoanele fizice și juridice aflate în scurgere și este dispusă să facă schimb de informații cu alte jurisdicții.[79][80][76][81]

### America de Sud
- Chile: Președintele Sebastián Piñera a negat că ar fi ascuns bunuri în paradisuri fiscale.[26]
- Ecuador: Președintele Guillermo Lasso a negat orice ilegalitate.[46] El a spus că a cooperat în mod voluntar cu ancheta Pandora Papers și că, în ceea ce privește numirea sa în scurgere, „majoritatea societăților menționate au fost dizolvate legal în trecut și nu am nicio legătură cu cele care ar mai putea exista”.[82]
- Uruguay: Secretariatul Național pentru Lupta Împotriva Spălării Banilor și Finanțarea Terorismului al Președinției Uruguayului a început „din oficiu” să cerceteze acest caz pentru a afla despre rolurile firmei de avocatură cu sediul în Montevideo, menite să ofere entități offshore către clienți din întreaga lume ca intermediari ai Alcogal.[83]